# 约翰福音第1章
约翰福音1章是《新约圣经·约翰福音》的第一章。

## 分析
约翰福音1章可以分为两部分：
第一部分（1-18节）是全部福音的引言。第1节的希腊文原文是εν αρχη ην ο λογος και ο λογος ην προς τον θεον και θεος ην ο λογος，英文的钦定译本（kjv）、美国标准本（asv）、修订标准版（rsv）、新国际译本（niv）、恢复译本都译为“In the beginning was the Word, and the Word was with God, and the Word was God.”。中文和合译本译为“太初有道，道与神同在，道就是神。”。中文恢复译本直译为“太初有话，话与神同在，话就是神。”。
14节说，这“道”（或“话”）成为肉体，并且住在人们中间（恢复译本译为“tabernacled among us”，支搭帐幕在我们中间），带进了恩典和真理（多数英文译本译为“full of grace and truth”，恢复译本译为“full of grace and reality”，有恩典，有实际）。
约翰福音的这一部分对于基督教道成肉身教义的发展具有重要意义。
第二部分（19-50节）记述施洗约翰为要来的弥赛亚作预备和引荐的工作、弥赛亚来到，以及耶稣呼召他的第一批门徒
| 圣经各章              |          |                      |
| 上一章： 路加福音24章 | 约翰福音 | 下一章： 约翰福音2章 |